# David Starr Jordan

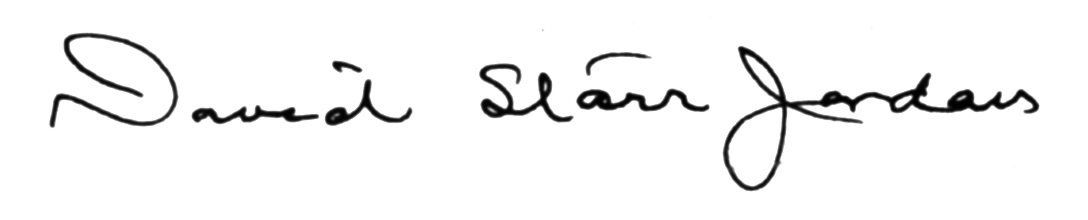
Handtekening van D.S. Jordan

David Starr Jordan (Gainesville (New York), 19 januari 1851 - Palo Alto (Californië), 19 september 1931) was een Amerikaans ichtyoloog, botanicus, eugeneticus en vredesactivist. Hij was ook de eerste president van de Stanford-universiteit.
Zijn auteursaanduiding in de botanische nomenclatuur is D.S.Jord.

## Biografie
Jordan werd geboren in een landbouwersgezin in Wyoming County in de Amerikaanse staat New York. In 1869 ging hij naar de pas opgerichte Cornell-universiteit, waar hij in 1872 een mastersgraad in de botanica behaalde. Hij werd dan professor in natuurwetenschappen aan Lombard College in Galesburg (Illinois). In 1873 volgde hij de Summer School of Science van Louis Agassiz waar hij algen bestudeerde. Later ging zijn aandacht uit naar vissen. In 1874 kreeg hij een aanstelling als leraar natuurwetenschappen in Indianapolis. Daar studeerde hij in 1875 af als dokter in de geneeskunde aan het Indiana Medical College en werd professor in de biologie aan de Butler-universiteit. In 1879 werd hij aangesteld als professor in de natuurwetenschappen aan de Universiteit van Indiana. In 1885 werd hij verkozen tot president van deze universiteit, de jongste universiteitspresident van de Verenigde Staten.
In 1880 werd hij aangesteld als "special agent" van het U.S. Census Bureau, voor het onderzoek van de visserij-industrie aan de westkust van de Verenigde Staten. In die hoedanigheid voerde hij samen met prof. Charles K. Gilbert een grondige inventarisatie uit van de zoet- en zoutwatervissen aldaar. Hij publiceerde samen met Gilbert het omvangrijke A Synopsis of the Fishes of North America (bijna 1200 bladzijden). Starr beschreef ongeveer 2.500 vissensoorten wetenschappelijk.
In 1891 boden Leland Stanford en diens vrouw hem het voorzitterschap aan van hun nieuwe universiteit, de Leland Stanford Junior University, die in het najaar van 1891 werd geopend. Hij nam de baan aan en bleef president van de Stanford-universiteit tot in 1913, waarna hij rector werd tot hij in 1916 op rust ging.
Naast zijn academische baan was Jordan een vredesactivist; hij was voorzitter van de World Peace Foundation van 1910 tot 1914 en van de World Peace Conference in 1915, en was gekant tegen de deelname van de Verenigde Staten aan de Eerste Wereldoorlog. Hij schreef ook verscheidene werken over oorlog, vrede, democratie en aanverwante onderwerpen.
Jordan was een van de stichtende leden van de milieuorganisatie Sierra Club.

## Werken (selectie)
- Manual of the Vertebrates of the Northern United States (1876)
- The Genera of Fishes (Stanford University Publications, 4 delen, 1917-1919-1919-1920)
- Classification of Fishes (id, 1923)
- Imperial Democracy (1898)
- The Blood of the Nation (1902)
- Life’s Enthusiasms (1906)
- War and Waste (1913)
- War and the Breed: The Relation of War to the Downfall of Nations (Boston 1915)
- Ways of Lasting Peace (1916)
- Democracy and World Relations (1918)
- The days of a man: being memories of a naturalist, teacher, and minor prophet of democracy (1922) – Autobiografie

## Hommage
Verschillende geslachten en soorten zijn naar hem vernoemd, zoals:
- Jordanella, een geslacht van straalvinnige vissen;
- Jordania, een geslacht van Cottidae (donderpadden);
- Davidijordania, een geslacht van straalvinnige vissen uit de familie van puitalen;
- Eopsetta jordani, een straalvinnige vissensoort uit de familie van schollen (Pleuronectidae);
- Plumularia jordani, een hydroïdpoliep.